# Maison Morisset
La maison Morisset (aussi désignée par son surnom La Brimbale) est une ancienne maison de ferme construite vers 1678 lors du régime seigneurial de la Nouvelle-France. Située dans la municipalité de Sainte-Famille à l'île d'Orléans, la maison Morisset est classée comme site et bâtiment historiques par le ministère des Affaires Culturelles du Québec le 7 juin 1962. Elle est réputée pour être la plus ancienne maison en pierre du Québec.
Outre son intérêt historique et architectural, « La Brimbale » est représentée dans un grand nombre d'ouvrages et d’œuvres d'art, dont plusieurs apparitions à l'écran. Notons entre autres la page couverture du roman La Fille Laide d'Yves Thériault.

## Historique

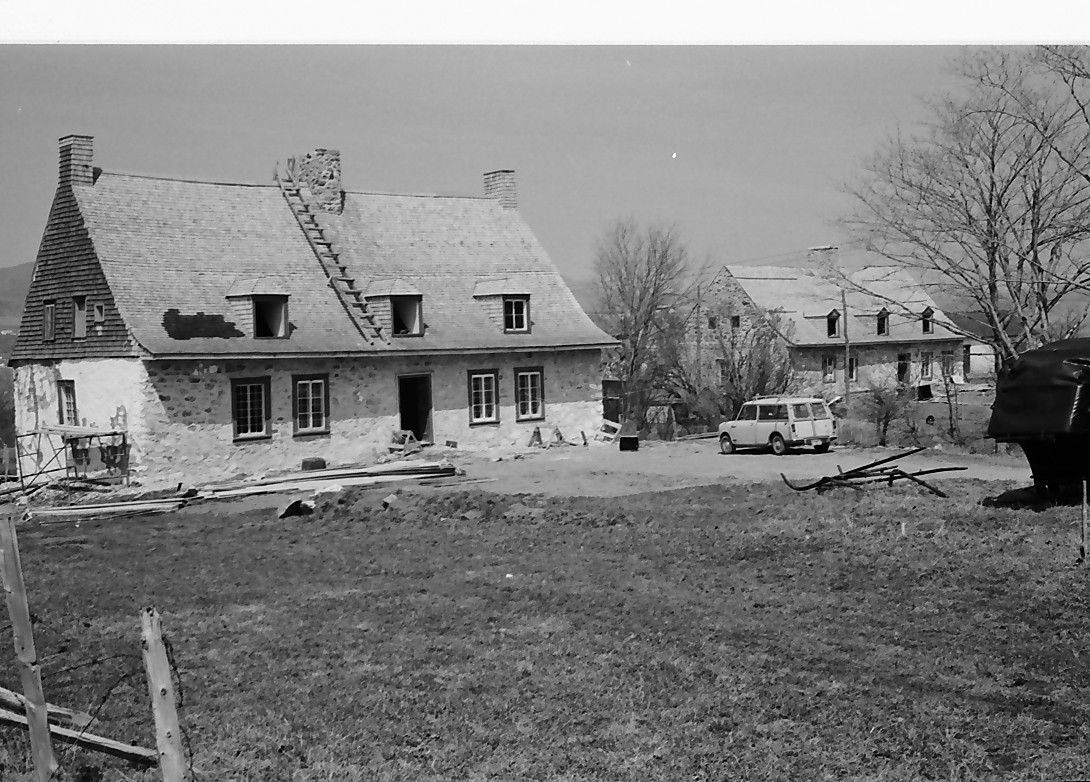
Fin des restaurations des deux maisons historiques, mai 1962. En arrière-plan, la Maison Morisset. Photo : Suzanne Howard.

Propriété de Monsieur Charles de Lauzon alors Seigneur de l'île d'Orléans, le terrain a été concédé à Pierre Lelat en 1660, puis vendu à Pierre Loignon le 28 janvier 1666 jusqu'à son acquisition par Jean Morisset le 16 juillet de la même année.
Jean Morisset épouse Jeanne Choret à Sainte-Famille (la plus ancienne paroisse de l'Île) le 14 janvier 1669. Le couple s'installe sur cette terre la même année. Ils auront 14 enfants dont 8 mariés lors du décès de Jean en 1699. Comme il est d'usage, la veuve hérite de même que les huit enfants mariés.
Au cours des années suivantes, Jeanne Choret et un de ses fils, Jeancien, acquièrent peu à peu les parcelles des enfants héritiers. Jeanne cédera finalement sa part de la communauté et les parcelles acquises à Jeancien via une donation, à charge par celui-ci de lui payer une rente et de lui construire une chambre derrière la cheminée, c'est-à-dire une pièce lors d'un agrandissement de la maison qui devient ainsi rectangulaire. De ce fait, la cheminée devient centrale.
Jeancien, qui épouse Geneviève Simon en 1710, prendra soin de sa mère jusqu'à la mort de celle-ci en 1718. L'acte de donation précise, outre l'agrandissement de la maison, qu'il doit la loger et la nourrir convenablement en plus de lui verser une rente annuelle de 120 livres, ce qui est confirmé par une quittance émise le 13 février 1715 pour l'année 1714. Jeancien décède en 1728. L'année suivante, sa veuve, Geneviève Simon, épouse Charles Laizeau (aussi écrit < Loyseau et Loiseau >) mais décède en 1734. Charles épouse alors Marie Deblois en secondes noces. C'est finalement Louis-Charles Laizeau (fils de feue Geneviève Simon) qui devient le maître des lieux en 1751, la même année où il épouse Marie-Marthe Loignon. Il décède en 1755.
Au moment de la conquête en 1759 et de l'occupation de l'île d'Orléans par les troupes du général Wolfe, la maison appartient à Marie-Marthe Loignon qui en 1758 venait d'épouser Joseph Baucher-dit-Morency. Joseph en sera propriétaire en 1762, prélude à la dynastie ininterrompue des "Morency" jusqu'en 1962.
Selon P. Roy Wilson chargé de cours à la faculté d'architecture de l'université McGill de 1930 à 1943, les troupes britanniques ont occupé la maison en 1759. Cela explique peut-être pourquoi elle n'a pas été brûlée comme la majorité des maisons de l'île la même année, puisqu'elle leur était utile. Chose certaine, sa description lors d'un inventaire réalisé en 1762 était identique à celle figurant dans l'inventaire de 1734 effectué à l'occasion du décès de Geneviève Simon. Rappelons que Québec a capitulé en 1759, suivie par Montréal en 1760. Cette maison aura connu le régime français, l'occupation des Britanniques et la naissance du Canada. Elle a été le théâtre de plusieurs activités culturelles : Gilles Vigneault en 1963, Félix Leclerc la même année, Angèle Dubeau en 1988 et Natalie Choquette en 1993.

## Intérêt architectural
Outre sa survivance surprenante dans un environnement hostile causé par son exposition aux grands vents et à la rigueur des hivers canadiens, cette maison se démarque des quelques autres maisons encore existantes par le fait que ses murs pignons sont tout en pierres. Habituellement en effet, les murs pignons sont en planches recouvertes de bardeaux de cèdre, la pierre étant réservée pour la partie basse des maisons. Par ailleurs, comme la pierre utilisée sur l'Île d'Orléans (que les habitants appellent cailloux mais qui est en réalité une pierre de moraine) était friable, les murs extérieurs et intérieurs étaient soigneusement recouverts d'un crépi blanc à base de chaux. Ce revêtement avait l'avantage de protéger tant la pierre que le mortier, en plus, quant à l'intérieur surtout, d'éclaircir les lieux. À l'origine cette maison était toute enduite de crépi mais lors de sa restauration vers 1962, le ministère des Affaires culturelles du Québec a privilégié de la remettre à la pierre nue, à l'instar de ce qui avait été retenu pour la restauration en cours à la Place Royale. L'intérieur toutefois, dont l'âtre, est resté chaulé. Elle se démarque aussi par l'asymétrie de ses ouvertures compensées agréablement par la symétrie des lucarnes.

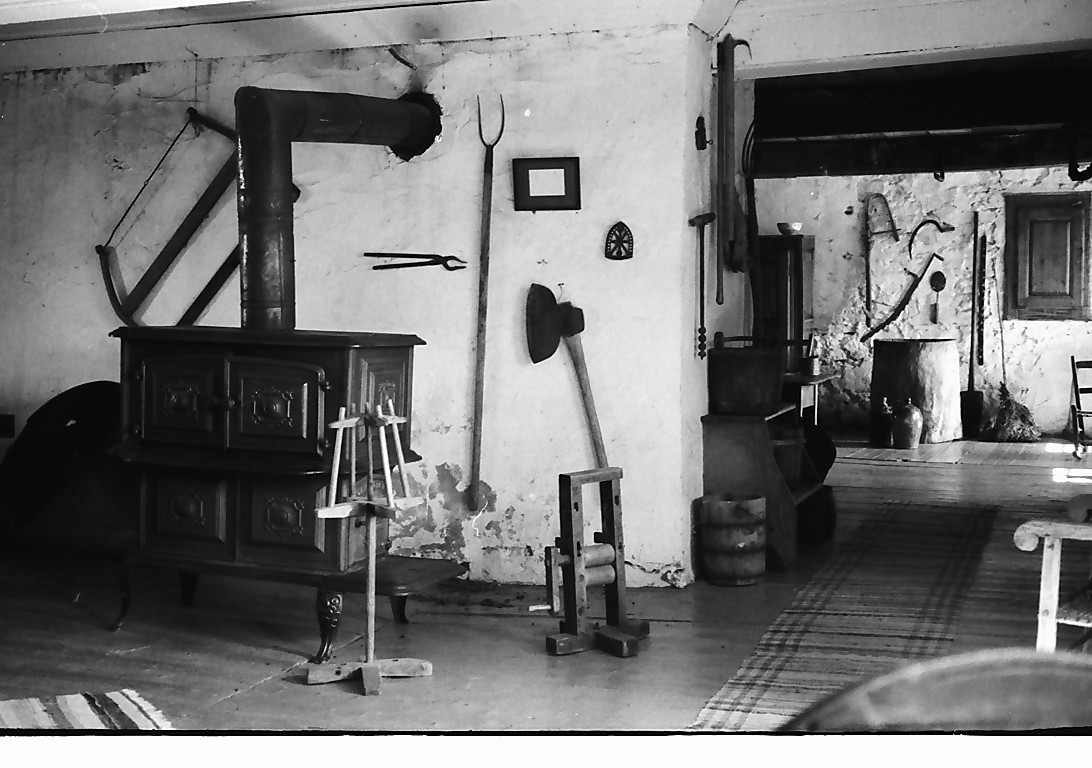
Maison Morisset (La Brimbale) été 1962. Photo : Suzanne Howard.

La disposition intérieure de la maison s'inspire des anciennes dispositions des maisons paysannes de la France qui sont répétées en Nouvelle-France : un âtre monumental donnant sur une pièce unique appelée salle commune, une laiterie fermée (maintenant ouverte) dans le coin nord est et un escalier rudimentaire de type échelle pour accéder au grenier. Le carré original deviendra subséquemment un rectangle par l'ajout, derrière la cheminée, d'une autre pièce appelée «chambre» dans les actes notariés. Il y a évidemment un four à pain, à chaleur emprisonnée. Le réchauffement de ce type de four se fait directement à l'intérieur de celui-ci. La fumée s'échappe par la gueule du four et est acheminée à l'extérieur de la maison par la cheminée du foyer. L'âtre sert alors de cendrier. Il était parfois installé à l'extérieur, loin de la maison à cause des risques d'incendie, puis jouxtant une paroi de la maison, mais la majorité, en ville comme à la campagne, se retrouvait à l'intérieur, à cause des rigueurs des hivers. Au début de la colonisation, sous le Régime Français, il est vite apparu inapproprié de faire le pain à l'extérieur dans un pays où les hivers sont parmi les plus froids de la planète. Celui de cette maison a été fait immédiatement à l'intérieur, les propriétaires profitant rapidement sans doute de l'expérience moins concluante d'autres constructions du même genre. Fait à noter, en face de l'île d'Orléans, où se situe cette maison, particulièrement sur La Côte-de-Beaupré, subsistent quelques fours à pain extérieurs construits plus tard et servant uniquement l'été, en complément des fours intérieurs. On comprend aisément qu'un four à pain intérieur est peu commode l'été où on évite de trop allumer l'âtre sauf pour la cuisine ordinaire. Sur l'île d'Orléans, aucun four extérieur d'origine n'a subsisté et aujourd'hui, à peine seulement quelques maisons ont conservé leur four intérieur. Celui de cette maison a la particularité d'être encore fonctionnel.
Soulignons enfin l'existence de deux belles armoires en muraille, l'une dans la partie initiale de 1678 et la seconde vers 1710 dans l'agrandissement commandé par Jeanne Choret, comme nous le verrons infra.
En résumé, l'assise de la toiture, les murs, la majorité des planchers, l'escalier de meunier, les deux armoires en muraille, l'âtre, le four à pain et les brimbales (potences de fer et de bois) ont survécu, de même que la poutraison en croix de saint André, une façon de faire qui remonte au Moyen Âge dans la mère patrie et qui sera reprise en Nouvelle-France. L'apparence extérieure et la disposition actuelle des pièces de cette maison, dont le carré d'origine était plus petit (l'âtre bornait le mur ouest) datent de son agrandissement vers 1710 à la requête de la veuve Morissette (son mari, Jean, qui a construit la maison, est décédé en 1699) qui, donnant la maison à son fils Jeancien, a exigé en retour une rente annuelle et, surtout, qu'il lui construise une «chambre» derrière la cheminée qui est ainsi devenue centrale.

## Autres noms

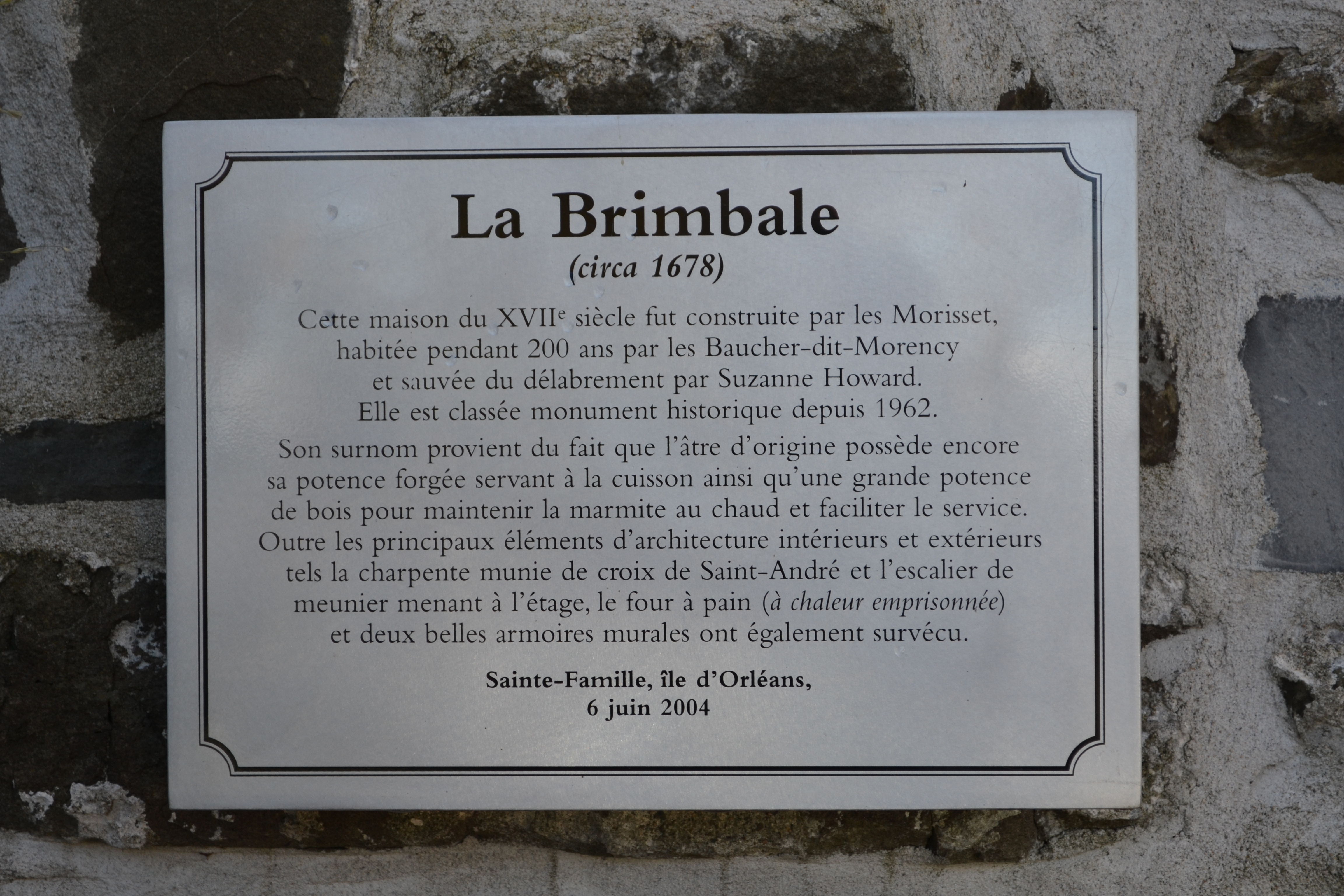
Plaque commémorative sur le mur est de la maison afin d'officialiser le surnom La Brimbale et de rappeler les familles qui l'ont habité : les Morisset, les Baucher-Dit-Morency et Suzanne Howard.

Au fil des siècles, la maison Morisset fut renommée soit par les propriétaires successifs, soit par les différentes instances gouvernementales responsables des lieux patrimoniaux. Mais on retrouve aussi d'autres noms ou d'autres graphies dans les revues spécialisés ou dans les documents d'époques, et même dans la culture populaire orale. En voici la liste exhaustive :
- Maison Morisset
- La Brimbale
- Maison Baucher-Dit-Morency
- Maison Beauché-Dit-Morency
- Maison Beaucher-Dit-Morency
- Maison Morency
- Maison Morency-Demers
- La vieille maison Morency
- La vieille maison des Morisset
- La maison d'Eudore Morency
- La maison d'Ovide Morency
- The Morency house

Lors de son classement comme site et bâtiment historique par le Ministère des Affaires Culturelles du Québec le 7 juin 1962, elle fut nommée la Maison Morency-Demers pour souligner la présence de la famille Morency depuis 1759, mais aussi pour le couple Jean Antoine Demers et Suzanne Howard qui ont sauvé la maison de la ruine. C'est d'ailleurs Suzanne Howard qui surnomme la maison La Brimbale, un canadianisme désignant la potence située près de l'âtre d'origine ; ce surnom est utilisé dans plusieurs publications depuis 1960 et même une plaque commémorative est située sur le mur est de la maison (photo).
Le 20 mai 2005, la Commission de toponymie du Québec modifie le nom de la maison pour celui de la Maison Morisset en l'honneur de son constructeur, bien que la famille Morency l'ait habité durant presque 200 ans. Il s'agit maintenant de son appellation légale.

## Représentation
La Maison Morisset est citée et illustrée dans nombre d'ouvrages, d’œuvres d'art, au petit et au grand écran. En voici la liste :
- 1950 : Couverture du roman La fille laide de Yves Thériault[3].
- 1964 : Sire le Roy n'a plus rien dit, Georges Rouquier, Office National du film du Canada (ONF)[8]
- 200., visites libres (à compléter)
- 2009 : Passion Maisons, Historia (chaîne de télévision).
- les cheminsde la mémoiree, Commission des biens culturels
- Lahaise, Robert, Vallerand, Noël: "la nouvelle France, 1524-1760"
- Laframboise, Yves "belles maisons québécoises"
- Mia and Klaus, " Québec et l'île d'Orléan"
- Roy, Pierre Georges, "vieux manoirs, vieilles maisons"
- P. Roy Wilson, " les belles vieilles demeures du Québec"
- Traquair, Ramsay, " the old architecture of Québec
- Lavallée, Denis et Pronovost, René, La maison Morisset,  (ISBN 978-2-9807959-2-3), monographie, pages

## Galerie

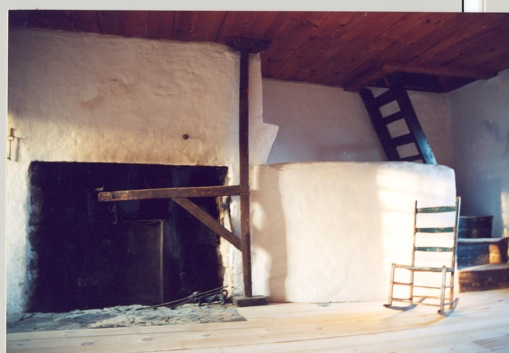
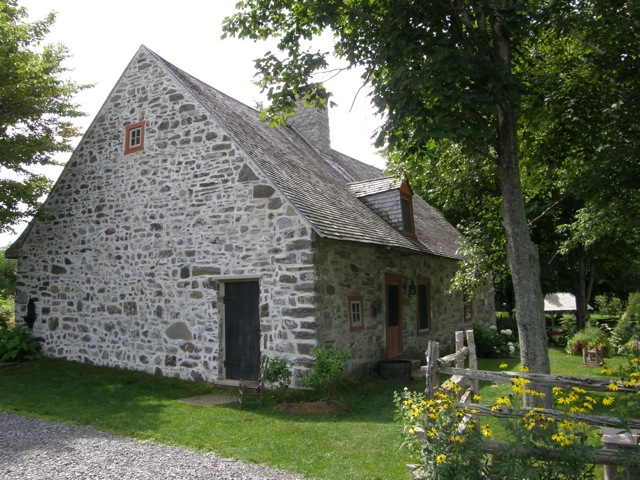
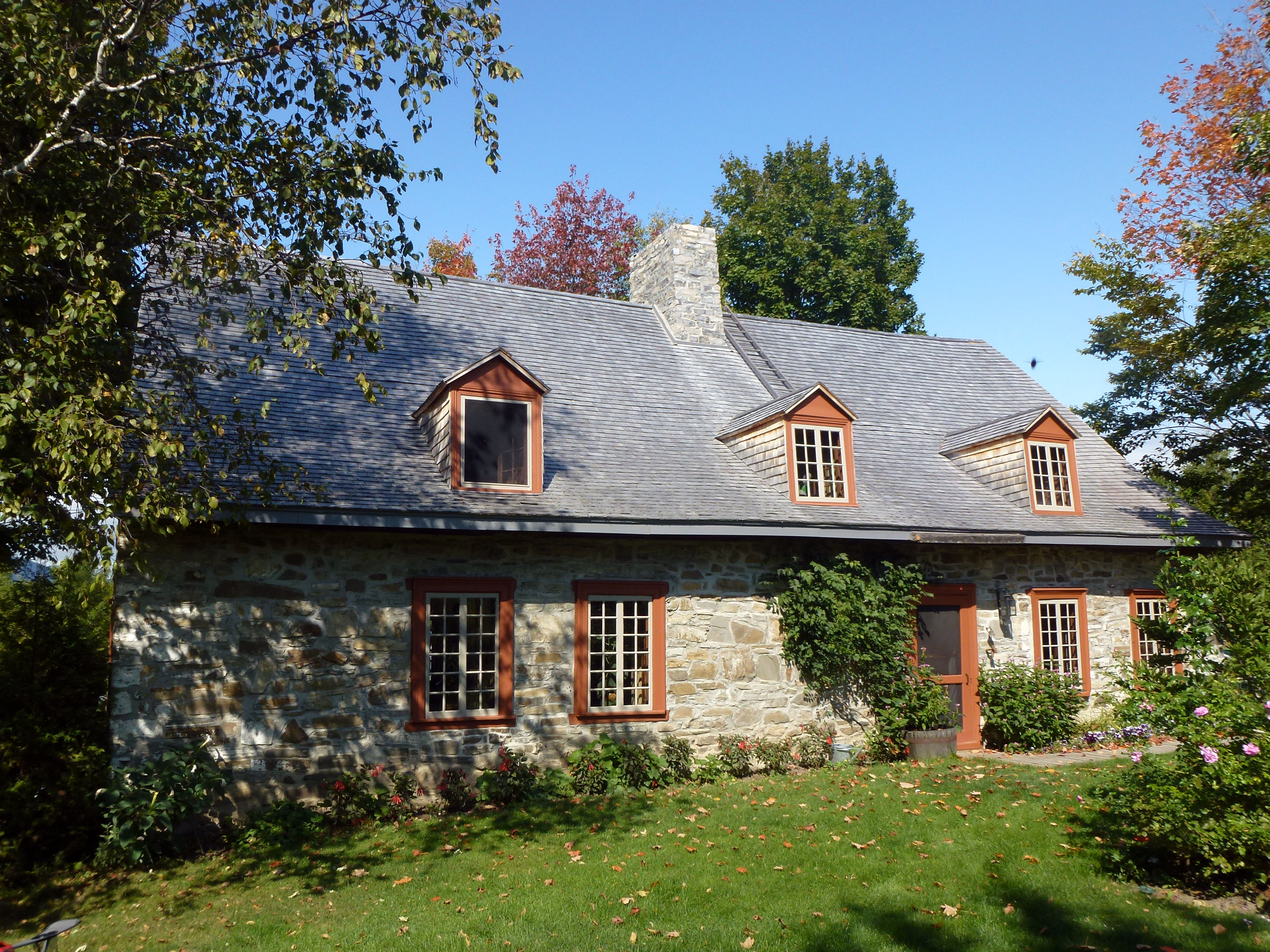

## Anecdote
Dans le premier épisode de la dixième saison de Finding Your Roots diffusé sur (PBS) le 2 janvier 2024, il est révélé que cette maison était celle des huitièmes arrières grands-parents d'Alanis Morissette.